# Macropelopia decedens
Macropelopia decedens är en tvåvingeart som först beskrevs av Walker 1848.  Macropelopia decedens ingår i släktet Macropelopia och familjen fjädermyggor. Inga underarter finns listade i Catalogue of Life.